# 单翅秋海棠
单翅秋海棠（学名：Begonia grandis var. unialata）为秋海棠科秋海棠属秋海棠的变种。分布在中国大陆的云南、四川、甘肃等地，生长于海拔2,200米的地区，多生于林下潮湿处，目前尚未由人工引种栽培。